# Baku Cup 2014 - Qualificazioni singolare
Le qualificazioni del singolare  del Baku Cup 2014 sono state un torneo di tennis preliminare per accedere alla fase finale della manifestazione. I vincitori dell'ultimo turno sono entrati di diritto nel tabellone principale. In caso di ritiro di uno o più giocatori aventi diritto a questi sono subentrati i lucky loser, ossia i giocatori che hanno perso nell'ultimo turno ma che avevano una classifica più alta rispetto agli altri partecipanti che avevano comunque perso nel turno finale.

## Teste di serie
1. Alexandra Dulgheru (nel tabellone principale)
2. Danka Kovinić (qualificata)
3. Jovana Jakšić (ultimo turno)
4. Kateryna Kozlova (primo turno)
5. Kateřina Siniaková (primo turno)
6. Alla Kudrjavceva (ultimo turno)
7. Aljaksandra Sasnovič (ultimo turno)

1. Aleksandra Panova (ultimo turno)
2. Ana Konjuh (ritirata)
3. Ksenija Pervak (ultimo turno)
4. Vesna Dolonc (qualificata)
5. Misa Eguchi (qualificata)
6. Nigina Abduraimova (qualificata)
7. Sofia Shapatava (primo turno, ritirata)

## Qualificate
1. Nigina Abduraimova
2. Danka Kovinić
3. Kateryna Bondarenko

1. Ol'ga Savčuk
2. Misa Eguchi
3. Vesna Dolonc

## Tabellone

### Legenda
| - Q = Qualificato - WC = Wild card - LL = Lucky loser | - ALT = Alternate - SE = Special Exempt - PR = Protected Ranking | - w/o = Walkover - r = Ritirato - d = Squalificato |

### Sezione 1
|  | primo turno | primo turno          | primo turno          | primo turno | primo turno |  |  | ultimo turno | ultimo turno         | ultimo turno | ultimo turno | ultimo turno |  |
|  |             |                      |                      |             |             |  |  |              |                      |              |              |              |  |
|  | 13          | Nigina Abduraimova   | Nigina Abduraimova   | 6           | 6           |  |  |              |                      |              |              |              |  |
|  | WC          | Tamari Chalaganidze  | Tamari Chalaganidze  | 2           | 2           |  |  | 13           | Nigina Abduraimova   | 5            | 6            | 6            |  |
|  |             | Zuleykha Safarova    | Zuleykha Safarova    | 2           | 1           |  |  | 7            | Aljaksandra Sasnovič | 7            | 3            | 2            |  |
|  | 7           | Aljaksandra Sasnovič | Aljaksandra Sasnovič | 6           | 6           |  |  |              |                      |              |              |              |  |

### Sezione 2
|  | primo turno | primo turno           | primo turno           | primo turno | primo turno |  |  | ultimo turno | ultimo turno      | ultimo turno | ultimo turno | ultimo turno |  |
|  |             |                       |                       |             |             |  |  |              |                   |              |              |              |  |
|  | 2/WC        | Danka Kovinić         | Danka Kovinić         | 6           | 6           |  |  |              |                   |              |              |              |  |
|  |             | Julia Cohen           | Julia Cohen           | 1           | 2           |  |  | 2/WC         | Danka Kovinić     | 6            | 4            | 7            |  |
|  | WC          | Oleksandra Korashvili | Oleksandra Korashvili | 4           | 1           |  |  | 8            | Aleksandra Panova | 2            | 6            | 5            |  |
|  | 8           | Aleksandra Panova     | Aleksandra Panova     | 6           | 6           |  |  |              |                   |              |              |              |  |

### Sezione 3
|  | primo turno | primo turno         | primo turno         | primo turno         | primo turno |  |  | ultimo turno | ultimo turno        | ultimo turno        | ultimo turno | ultimo turno |  |
|  |             |                     |                     |                     |             |  |  |              |                     |                     |              |              |  |
|  | 3           | Jovana Jakšić       | Jovana Jakšić       | 7                   | 6           |  |  |              |                     |                     |              |              |  |
|  | Alt         | Ioana Raluca Olaru  | Ioana Raluca Olaru  | 63                  | 1           |  |  | 3            | Jovana Jakšić       | Jovana Jakšić       | 3            | 3            |  |
|  |             | Kateryna Bondarenko | Kateryna Bondarenko | Kateryna Bondarenko | w/o         |  |  |              | Kateryna Bondarenko | Kateryna Bondarenko | 6            | 6            |  |
|  | 14          | Sofia Shapatava     | Sofia Shapatava     | Sofia Shapatava     |             |  |  |              |                     |                     |              |              |  |

### Sezione 4
|  | primo turno | primo turno           | primo turno           | primo turno | primo turno |  |  | ultimo turno | ultimo turno   | ultimo turno | ultimo turno | ultimo turno |  |
|  |             |                       |                       |             |             |  |  |              |                |              |              |              |  |
|  | 4           | Kateryna Kozlova      | Kateryna Kozlova      | 2           | 0           |  |  |              |                |              |              |              |  |
|  |             | Ol'ga Savčuk          | Ol'ga Savčuk          | 6           | 6           |  |  |              | Ol'ga Savčuk   | 0            | 7            | 6            |  |
|  |             | Jelizaveta Kulichkova | Jelizaveta Kulichkova | 4           | 3           |  |  | 10           | Ksenija Pervak | 6            | 62           | 0            |  |
|  | 10          | Ksenija Pervak        | Ksenija Pervak        | 6           | 6           |  |  |              |                |              |              |              |  |

### Sezione 5
|  | primo turno | primo turno        | primo turno     | primo turno | primo turno |  |  | ultimo turno | ultimo turno   | ultimo turno   | ultimo turno | ultimo turno |  |
|  |             |                    |                 |             |             |  |  |              |                |                |              |              |  |
|  | 5           | Kateřina Siniaková | 6               | 4           | 1           |  |  |              |                |                |              |              |  |
|  |             | Amandine Hesse     | 3               | 6           | 6           |  |  |              | Amandine Hesse | Amandine Hesse | 2            | 3            |  |
|  |             | Nicole Melichar    | Nicole Melichar | 3           | 4           |  |  | 12           | Misa Eguchi    | Misa Eguchi    | 6            | 6            |  |
|  | 12          | Misa Eguchi        | Misa Eguchi     | 6           | 6           |  |  |              |                |                |              |              |  |

### Sezione 6
|  | primo turno | primo turno       | primo turno   | primo turno | primo turno |  |  | ultimo turno | ultimo turno     | ultimo turno     | ultimo turno | ultimo turno |  |
|  |             |                   |               |             |             |  |  |              |                  |                  |              |              |  |
|  | 6           | Alla Kudrjavceva  | 6             | 4           | 6           |  |  |              |                  |                  |              |              |  |
|  |             | Tereza Martincová | 3             | 6           | 3           |  |  | 6            | Alla Kudrjavceva | Alla Kudrjavceva | 2            | 3            |  |
|  | Alt         | Alʹona Fomina     | Alʹona Fomina | 3           | 0           |  |  | 11           | Vesna Dolonc     | Vesna Dolonc     | 6            | 6            |  |
|  | 11          | Vesna Dolonc      | Vesna Dolonc  | 6           | 6           |  |  |              |                  |                  |              |              |  |